# A Dictionary of Greek and Roman Antiquities
A Dictionary of Greek and Roman Antiquities è un dizionario biografico e storico in lingua inglese a cura di William Smith.
L'opera è stata pubblicata per la prima volta nel 1842; da allora si sono susseguite numerose edizioni rivisitate fino al 1890. Essa tratta di diritto, religione, architettura, guerra, vita quotidiana, e soggetti similari, principalmente dal punto di vista classicistico. Il curatore ha dedicato una serie di lavori all'antichità classica fra cui alcuni che trattano di persone e luoghi. Contiene oltre un milione di parole in ogni edizione, e tutte le edizioni sono adesso di pubblico dominio.